# Briarwood Estates
Briarwood Estates es un lugar designado por el censo ubicado en el condado de Jefferson en el estado estadounidense de Misuri. En el Censo de 2020 tenía una población de 347 habitantes y una densidad poblacional de 166,03 habitantes por km². Fue incluido como CDP en el censo de 2020. 

## Geografía
Briarwood Estates se encuentra ubicado en las coordenadas 38°09′23″N 90°35′25″O / 38.15639, -90.59028.Según la Oficina del Censo de los Estados Unidos, tiene una superficie total de 2,09 km², de la cual 1,76 km² corresponden a tierra firme y 0,33 km² a agua.